# Scelidocteus berlandi
Scelidocteus berlandi là một loài nhện trong họ Palpimanidae. Loài này được phát hiện ở Congo.